# Gunilla Lowenstein
Gunilla Lowenstein, född 1929 i Uppsala, död 1981, var en svensk-engelsk tonsättare och musiklärare. 
Lowenstein växte upp i Lund och flyttade efter studentexamen 1949 till England och utbildade sig åren mellan 1954 och 1958 vid Guildhall School of Music till piano- och teorilärare. Hon belönades med skolans kompositionspris 1958. Därefter fortsatte hon sina kompositionsstudier för Mátyás Seiber.

## Verk i urval
Lowenstein skrev musik för orkester, pianoverk, kammarmusik och sånger.
- Swedish-Hungarian Variations, opus 3 uruppfört 1960 av Norrköpings orkesterförening
- Stråkkvartett – String quartet (1961)
- Sonata in one movement (1965), för piano
- Piano sonata no.2 op.13 (1969)
- In tenebris op.14 (1969), för piano
- Piano sonata no.3 op.15 (1970)
- Music for Strings (1970)
- Pianotrio  (1976)
- Tellus Mater (1980), för altflöjt, marimba och stråkorkester, inspelad på Caprice 1984.[5]